# 凯拉·沃尔什
凯拉·沃尔什（英語：Keira Walsh，1997年4月8日—），英国女子足球运动员。她曾代表英格兰代表队参加2019年国际足联女子世界杯。她也曾参加2020年夏季奥林匹克运动会。